# Syconycteris
Syconycteris ist eine Gattung von Fledertieren in der Unterfamilie Macroglossusinae mit drei Arten, die in der biogeographischen Region Australis verbreitet sind.

## Merkmale
Mit einer Kopf-Rumpf-Länge von 83 bis 98 mm, einer Unterarmlänge von 56 bis 62 mm und einem Gewicht von 35 bis 47 g ist der Halmahera-Blütenflughund deutlich größer als die anderen beiden Arten der Gattung. Diese erreichen eine Länge von 50 bis 75 mm, haben 38 bis 50 mm lange Unterarme und wiegen 11 bis 15 g. Der Schwanz gleicht einem winzigen Stachel. Auf der Oberseite kommt rotbraunes, graubraunes oder dunkelbraunes Fell vor, während die Unterseite heller ist. Die für alle Langzungenflughunde typische lange und schmale Zunge mit bürstenartigen Auswüchsen ist auch bei Vertretern dieser Gattung vorhanden. Männchen besitzen keine Haarbüschel auf den Schultern. Kennzeichnend für die Gattung sind große obere Schneidezähne und der deutliche Größenunterschied zwischen dem ersten und zweiten Schneidezahn in den unteren Kieferhälften.

## Lebensweise
Die Exemplare leben in Wäldern und in anderen Landschaften mit Bäumen. Sie halten sich im Flachland und in Gebirgen bis 2860 Meter Höhe auf. Die Nahrung besteht hauptsächlich aus Nektar und Pollen, die mit der spezialisierten Zunge aufgenommen werden, sowie gelegentlich aus Früchten. Innerhalb der Gattung Syconycteris wurden Individuen registriert, die ihren Ruheplatz allein nutzen und diesen täglich wechseln. Andere Exemplare bildeten kleine Gruppen, die drei bis vier Wochen in einem Versteck schliefen. Vermutlich ist die Fortpflanzung an keine Jahreszeit gebunden. Aufgefundene Weibchen waren mit einem oder selten zwei Nachkommen trächtig.

## Arten und Verbreitung
Die Gattung besteht aus folgenden Arten:
- Der Südliche Blütenflughund (Syconycteris australis), lebt auf Neuguinea, auf umliegenden Inselgruppen sowie an der Ostküste Australiens.
- Der Halmahera-Blütenflughund (Syconycteris carolinae), kommt auf der Insel Halmahera und möglicherweise auf Bacan vor.
- Der Mooswald-Blütenflughund (Syconycteris hobbit), hat mehrere disjunkte Populationen in Neuguineas Gebirgen. Der Artzusatz im wissenschaftlichen Namen bezieht sich auf die Hobbits aus J. R. R. Tolkiens Werken.[4]

## Gefährdung
Insbesondere Populationen auf kleinen Inseln sind durch Waldrodungen bedroht. Die Bestände auf Neuguinea und in Australien nehmen nur geringfügig oder nicht ab. Die IUCN listet den Halmahera-Blütenflughund in der Vorwarnlisten (near threatened) und die anderen Arten als nicht gefährdet (least concern).